# La richesse cachée des nations
La Richesse cachée des nations : enquête sur les paradis fiscaux est un ouvrage publié en 2013 par l'économiste français Gabriel Zucman, déjà connu pour ses travaux sur la répartition mondiale de plus en plus inégale de la richesse, qui, ici, contribue à expliquer le concept de paradis fiscal et notamment de paradis fiscal des entreprises.
Ce livre a été traduit en anglais deux ans plus tard par Teresa Lavender Fagan, sous le titre The Hidden Wealth of Nations: The Scourge of Tax Havens. Son avant-propos a été rédigé par Thomas Piketty (qui fut directeur de thèse de Zucman).
Piketty et Zucman dénoncent tous deux les dérives financières et spéculatives du capitalisme et de l'industrie de la finance mondiale. Alors que le best-seller de Piketty, Le Capital au XXIe siècle, a catalysé le débat sur les inégalités entre une minorité d'ultra-riches et l'immense majorité des terriens, Zucman s'est plus particulièrement intéressé au rôle des paradis fiscaux vis à vis des particuliers et des entreprises qui cherchent à échapper à l'impôt. Selon ses recherches, 7 900 milliards d'euros, soit 8 % de la richesse financière nette mondiale, sont « souvent illégalement, ou en profitant de vides juridiques ou de niches fiscales » détenus et cachés sur des comptes offshore où aucun impôt n'est prélevé, au détriment du bien commun.

## Publication et réception

### En France et dans la francophonie
Le livre a été salué pour sa rigueur méthodologique et son accessibilité, et pour son estimation inédite de la richesse mondiale dissimulée dans les paradis fiscaux, devenant rapidement une référence dans les débats et les articles économiques sur l'évasion fiscale. Il a été largement commenté dans la presse généraliste française (Le Monde, Libération, Alternatives économiques), ainsi que dans les revues spécialisées en économie et fiscalité. Sur la plateforme Babelio, il obtient une note moyenne de 4,2/5, les lecteurs saluant sa clarté et son utilité citoyenne. Certaines critiques le jugent toutefois trop optimiste.
Le projet d'un cadastre financier mondial et d'un impôt global sur le capital ont été repris dans plusieurs tribunes parlementaires, débats et dans un projet de loi à l'Assemblée nationale (« taxe Zucman », instaurant un impôt plancher de 2 % sur les ultra-riches, explicitement justifié par les travaux de l'auteur).
En Belgique, en Suisse et au Québec, le livre est également bien accueilli, notamment dans les milieux universitaires et par les ONG engagées sur le sujet de la justice fiscale.

### La version anglophone du livre
Publiée en 2015 par l'université de Chicago, c'est encore en 2025 l'une des publications de Gabriel Zucman les plus citées par la littérature économique et scientifique (cité 1648 fois entre le 22 septembre 2015 et le 11 juin 2025 selon Google Scholar).
Selon la critique littéraire du New York Times, l'un des atouts majeurs de La Richesse cachée des nations est qu'il met en lumière un potentiel de réformes importantes sur des questions sur lesquelles la plupart des gens peuvent s'accorder : « Vous pourriez penser que le système fiscal devrait être plus progressif, ou vous pourriez penser qu'il devrait l'être moins. Mais quoi que vous pensiez, il est peu probable que vous souteniez une situation dans laquelle des milliers de milliards de dollars seraient à peine taxés ».
Pour The Atlantic le sujet livre est « soigneusement étudié et argumenté ». Des critiques ont été formulées concernant « son optimisme concernant des initiatives » comme le Foreign Accounts Tax Compliance Act (FATCA, décrié par certains acteurs) et une insuffisante prise en compte de certains « conflits d'intérêts au sein des nations » mais la critique s'accorde à penser que Zucman, cet économiste français alors âgé de 28 ans de l'Université de Californie à Berkeley (où il a vécu 10 ans) est alors « au début de ce qui promet d'être une brillante carrière ».
Les paradis fiscaux sont de petites juridictions qui permettent essentiellement aux « particuliers et aux entreprises les plus riches du monde » de « voler les revenus d'autres nations ».
Ceux qui refusent ainsi de payer leur juste part d'impôts contribuent à l'augmentation des inégalités et de la dette publique, et transfèrent ce fardeau aux citoyens ordinaires. Selon The Atlantic, la « principale réussite » de Zucman est d'avoir pu quantifier ce vol : « 200 milliards de dollars de recettes publiques perdues à cause de l'utilisation des paradis fiscaux par des particuliers, plus 130 milliards de dollars de pertes créées par les entreprises américaines qui enregistrent leurs bénéfices à l'étranger.
Bloomberg Businessweek a décrit Zucman comme le « Piketty de l'année », faisant référence à Thomas Piketty, dont l'ouvrage Le Capital au XXIe siècle a « relancé le débat sur les inégalités » en 2014. Piketty, qui était le directeur de thèse de Zucman, a écrit la préface de Hidden Wealth. Zucman, tout comme Piketty, critique cette forme de capitalisme, et cible les paradis fiscaux qui permettent aux particuliers et aux entreprises les plus riches d'échapper à l'impôt sur environ 7 600 milliards de dollars, soit environ « 8 % de la richesse financière nette mondiale ».
Plus récemment, les députés français ont voté un projet de loi reprenant la proposition de taxe Zucman (impôt plancher de 2 % sur les ultra-riches), qui pourrait réaffirmer l'égalité devant l'impôt et permettre aux plus fortunés de contribuer plus justement et à hauteur de leur capacité au financement du bien commun.

## Contenu
L'ouvrage comprend une préface de Thomas Piketty, une introduction sur la manière dont les pays peuvent répondre aux paradis fiscaux, un chapitre sur l'histoire des paradis fiscaux du début (du XXe siècle à nos jours), une description de la « richesse manquante » (l'argent que les paradis fiscaux détournent, volé aux recettes nationales, calculée au moyen d'une méthode inédite), les erreurs du passé, des suggestions pour une nouvelle approche, et in fine, un chapitre sur les sociétés multinationales qui évitent l'impôt en utilisant les paradis fiscaux.
Selon l'auteur, les paradis fiscaux sont au cœur de la crise économique, spéculative et démocratique, mais les nations peuvent réagir, à la fois en mettant en œuvre des sanctions (juridiques et économiques, notamment ; dirigée par une coalition de pays à l'encontre des paradis fiscaux) ; et en élaborant un cadastre financier mondial alimenté par l'échange automatique d'information financière ; et par l'impôt global, en amont, sur le capital. Selon Zucman, aucun territoire ne pourrait s'opposer à la volonté commune des États-Unis et des grands pays de l'Union européenne d'une transparence de la finance mondiale, ni sur sa juste contribution au partage des revenus issus de l'exploitation des ressources naturelles et humaines.
La transparence financière et la coopération internationale sont deux conditions indispensables pour restaurer une fiscalité équitable au service de l'intérêt général.